# آثار سید علی‌محمد باب

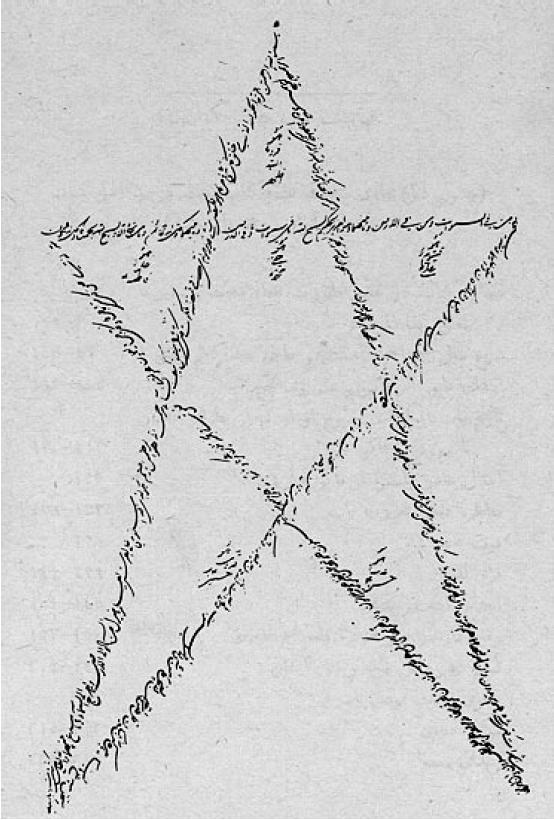
دعایی به دستخط سید علی‌محمد شیرازی به شکل ستاره پنج پر مشهور به لوح هیکل

سید علی محمد شیرازی در بیان فارسی در باب یازده از واحد ششم آثار خود را مشتمل بر ۵۰۰٬۰۰۰ آیه برآورد کرده‌است. از آنجا که بیان فارسی در سال چهارم (۱۸۴۷–۱۸۴۸ میلادی) از رسالت شش ساله باب نگاشته شده مقدار آثار وی باید بیشتر از این مقدار باشد باشد.
نادر سعیدی استاد دانشگاه کالیفرنیا در لس آنجلس در کتاب «باب الفؤاد» که به بررسی جامع آثار باب می‌پردازد آثار وی را به سه دسته کلی تقسیم می‌کند که این تقسیم‌بندی تا حدودی ترتیب زمانی آن آثار نیز بوده‌است. اولین مرحله از آثار باب بیشتر معطوف به تفسیر سوره‌ها یا آیات قرانی است. مشهورترین این آثار تفسیر سوره یوسف است که از طریق آن باب اول بار دعوی خود را آشکار نمود و آئین بابی متولد گردید. بهاءالله از این اثر به عنوان اولین و بزرگترین کتاب‌ها یاد می‌کند و شوقی افندی آن را قرآن دوران بابی می‌داند. اما این اثر اولین نوشته باب نیست بلکه اولین نوشته او پس از آغاز دعوتش است. به عنوان مثال قبل از آن باب نوشتن تفسیری بر سوره بقره را آغاز کرده بود. اما این تفسیر از دو بخش تشکیل می‌شود که بخش اول از آغاز سال ۱۲۶۰ هجری قمری شروع و در انتهای سال به پایان رسیده‌است در حالیکه بخش دوم همگی پس از آغاز دعوتش بوده‌است. دسته دوم بیشتر آثار فلسفی است که در آن به بحث‌های مابعدالطبیعه و الهیات تأکید می‌گردد. از مهم‌ترین این آثار صحیفه عدلیه، توقیع میرزا سعید (جواب سؤال‌های ثلاثه)، تفسیر هاء، فی الغناء، شرح دعاء غیبت، و اثبات نبوت خاصه است. برخی از تفاسیر باب نیز مانند تفسیر کوثر و والعصر که در این مرحله نوشته شده‌اند به این نوع مباحث تأکید می‌کنند. آثار دو مرحله اول بیشتر در سه سال اول رسالت باب نوشته شده‌اند. مرحله سوم آثار باب مرحله تشریع است که در آن تعالیم اجتماعی و احکام بابی به عنوان یک دیانت نوین مورد بررسی قرار می‌گیرد. بیان فارسی، بیان عربی، دلائل سبعه، لوح خطاب به ملا باقر، کتاب الاسماء و کتاب پنج شأن جزو این گروه هستند. کتاب بیان فارسی ام‌الکتاب آئین بابی است، که باب در آن خود را موعود اسلام و پیامبری جدید معرفی می‌کند، شریعت اسلام را منسوخ اعلام می‌کند و قوانین و احکام جدیدی وضع می‌کند با این هدف که مردم برای پذیرش موعودی جهانی که پس از وی می‌آید آماده شوند، وی از این موعود با نام من یظهره الله یاد می‌کند. پس آثار باب از سه مرحله تشکیل می‌شود: اول تنزیل به عنوان تفسیر، دوم تنزیل به عنوان تبیین فلسفی، و سوم تنزیل به عنوان تشریع.

## برخی از آثار باب

صفحه نخست کتاب قیوم الاسماء

مسیو نیکلا منشی اول سفارت فرانسه در ایران در کتاب مذاهب ملل متمدن تاریخ سید علی محمد معروف به باب نام برخی از کتب وی را از صفحه ۳۲ تا ۴۴ درج نموده‌است. فره وشی در کتاب آئین باب ضمن درج لیست کتاب‌ها ازکتاب میسو نیکلا (شامل ۳۹ کتاب و ۷ خطبه)، در پانویس صفحه ۱۲ می‌نویسد: آنچه را که مسیو نیکلا نام می‌برد از کتاب الفهرست استخراج شده و این کتاب در شیراز نوشته شده‌است بنابراین صورت کتبی که پس از مهاجرت از شیراز نوشته‌است در کتاب فهرست دیده نمی‌شود؛ و در ادامه فره وشی نام ۲۵ کتاب دیگر از سید علی محمد شیرازی را می‌نگارد. برخی از نوشته‌های باب از این قرار هستند:
- تفسیر سوره یوسف (قیوم الاسماء)
- بیان فارسی
- بیان عربی
- دلائل سبعه
- صحیفه عدلیه
- تفسیر سوره فاتحه
- تفسیر سوره والعصر
- تفسیر سوره الکوثر
- پنج شأن
- الأسماء کلشیئ
- هیکل الدین
- صحیفه رضویّه
- کتاب جزا
- صحیفة بین الحرمین
- تفسیر سوره حمد نقطه باء زیر بسم الله
- فی بیان المسائل الثلثة
- تفسیر سوره توحید
- تفسیر سوره القدر
- بیان عربی
- رساله ذهبیة
- الواح دوائر
- قسمتی از الواح حضرت نقطه و سید حسین کاتب
- لوح وصایت خطاب به صبح ازل
- دعا و مناجات
- زیارت نامه
- رجعت

## کتاب بیان

### بیان فارسی
کتاب بیان فارسی ام الکتاب دیانت بابی است. این کتاب ۹ واحد و هر واحد به استثنای واحد آخر آن دارای ۱۹ فصل یا باب است. واحد آخر فقط ۱۰ باب دارد. قسمت اعظم کتاب در زندان ماکو و بخش‌های پایانی آن در چهریق نوشته شده است. این کتاب قوانین و سنتهای اسلام را نسخ می‌کند و قوانین و آموزه‌های جدیدی بنا می‌نهد. باب این قوانین را به عنوان نمادهایی تشریح می‌کند که دارای معانی عمیقِ روحانی هستند و مردم را برای ظهور من یظهره الله آماده می‌کنند.

### بیان عربی
کتاب بیان عربی که اکثرا در زندان ماکو نوشته شده نسخه خلاصه شده بیان فارسی است. این کتاب بسیار کوتاه‌تر از کتاب بیان فارسی است و دارای ۱۱ واحد کامل است.
باب این دو اثر را به اتمام نبرد و تکمیل آنها را به من یظهره الله سپرد. از آنجا که کتاب ایقان همانند بیان فارسی مفهموم ظهور تدریجی وحی را به تفصیل تشریح می‌کند، بسیاری آنرا تکمیل‌کننده کتاب بیان فارسی دانسته‌اند. براون معتقد است که بخشی از کتاب بیان فارسی توسط میرزا یحیی تکمیل شده است.

## تفسیر سوره یوسف
تفسیر سوره یوسف قیوم الاسماء یا احسن القصص، اولین اثر سید علی‌محمد شیرازی است که بابیان و بهائیان آن را دارای تأثیرات خاصی می‌دانند. بدین ترتیب که ملاحسین بشرویه‌ای یکی از شاگردان برجسته سیدکاظم رشتی از مؤسسین مکتب شیخیه، با شنیدن این اثر، به پیامبری باب اذعان داشت و به باب ایمان آورد و در نهایت جان خود را نیز در راه باب از دست داد.

## تفسیر سوره کوثر
تقسیر سوره کوثر یکی دیگر از آثار باب می‌باشد.
سید یحیی دارابی، یکی از عالمان به نام و مشهور زمان محمد شاه که به نمایندگی از شاه برای بررسی دعوی باب به شیراز سفر کرده بود در سومین بار ملاقات خود با باب، تفسیر سوره کوثر را از او شنید و به باب ایمان آورد و در نامه‌ای به شاه اعلام نمود که دیگر به سوی پایتخت باز نخواهد گشت و در آخر نیز جان خویش را در راه باب از دست داد و در راه او کشته شد.
- تفسیر سوره الکوثر

## فهم آثار سید علی‌محمد شیرازی
دنیس مکین در دانشنامه ایرانیکا، دربارهٔ آثار باب از اصطلاح غیر گرامری استفاده می‌کند.. وی در مقاله بیان در همان دانشنامه می‌گوید که جملات غیرگرامری فهم برخی متن‌ها را مشکل کرده‌است. او گرامر عربی باب را همواره بد می‌داند؛ و بیان می‌کند که بابیان انحراف از گرامر عربی را از اختیارات یک پیامبر می‌دانند در حالی که این نکته اغلب در انتقادات مسلمانان از باب ذکر شده‌است. زمانی که از خود باب در این زمینه سؤال شد، او این غلط‌ها را «غیرمهم» خوانده و گفت که کتاب خداوند نیازی به پیروی از قوانین وضع شده توسط عربیدانان ندارد و اینکه اعتراض‌ها به غلط‌های گرامری در واقع باعث انحراف از مسائل مهم و اساسی تر می‌شود.